# Notoxus balteatus
Notoxus balteatus är en skalbaggsart som beskrevs av Thomas Casey 1895. Notoxus balteatus ingår i släktet Notoxus och familjen kvickbaggar. Inga underarter finns listade i Catalogue of Life.